# Achille Pintonello
Achille Clodoveo Pintonello (Pianiga, 6 settembre 1902 – Belluno, 25 dicembre 1994) è stato un ingegnere italiano.
Considerato tra i principali esponenti dell'architettura razionalista, divenne noto per la progettazione di alcune importanti opere pubbliche di carattere sociale e sportivo in Italia centrale.

## Biografia

### Origini
Nasce a Pianiga dall'agente agrario Giacinto (1868-1935) e dalla possidente Lina Lucia Cogo (1870-1958), entrambi nati a Vigodarzere; è fratello dell'arcivescovo italiano Arrigo Pintonello. Passò gran parte della giovinezza a Cadoneghe, località di origine della famiglia.

### Opere nel Lazio

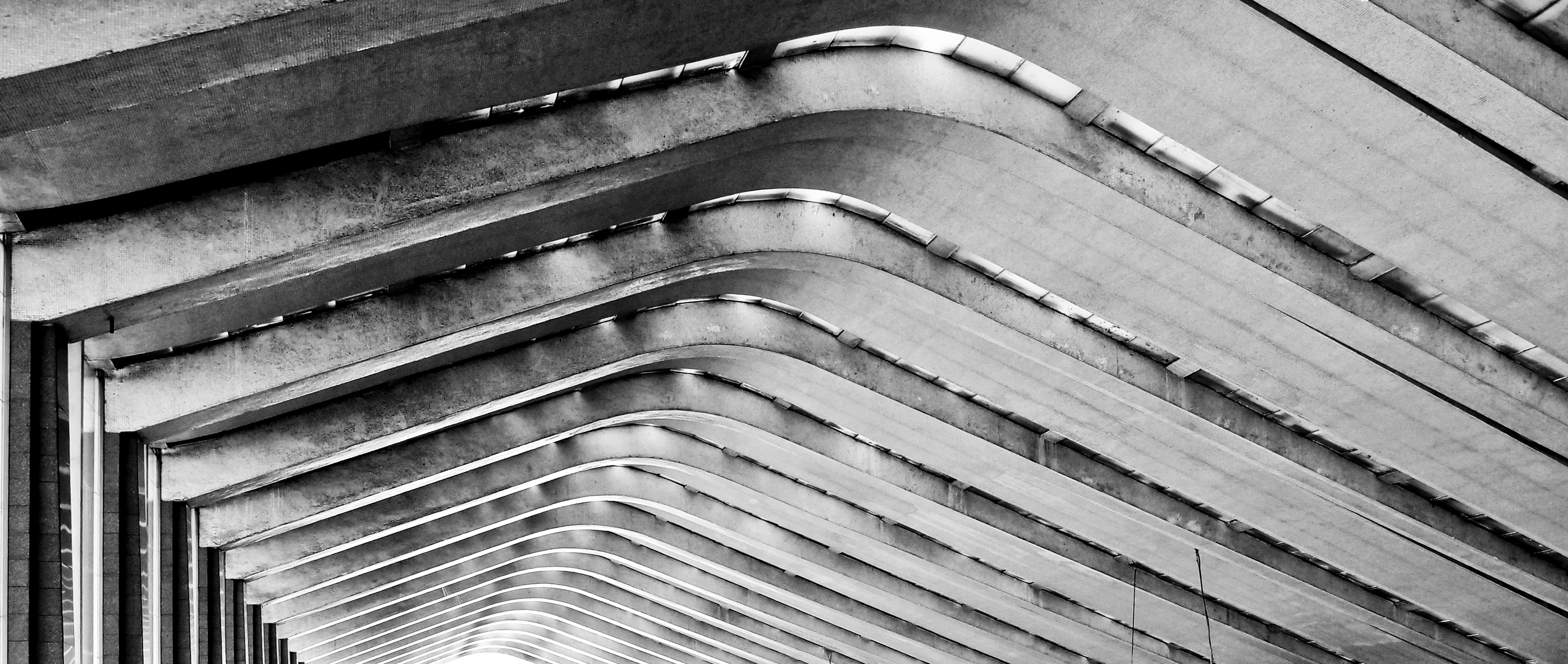
Dettaglio della stazione di Roma Termini

Nel 1927 è attivo a Roma, nel vasto complesso del Foro Italico, dove realizza il progetto strutturale per lo stadio dei Cipressi - l'attuale stadio Olimpico - ideato dall'architetto Enrico Del Debbio.
Contestualmente, tra il 1936 ed il 1938, è autore a Sabaudia del Collegio Marinaio della Gioventù del Littorio e della Scuola della Milizia Portuaria.
La sua opera più significativa è tuttavia il fabbricato viaggiatori della stazione Termini a Roma, ideato nel 1947 in collaborazione con Massimo Castellazzi, Leo Calini, Vasco Fatigati ed Eugenio Montuori.

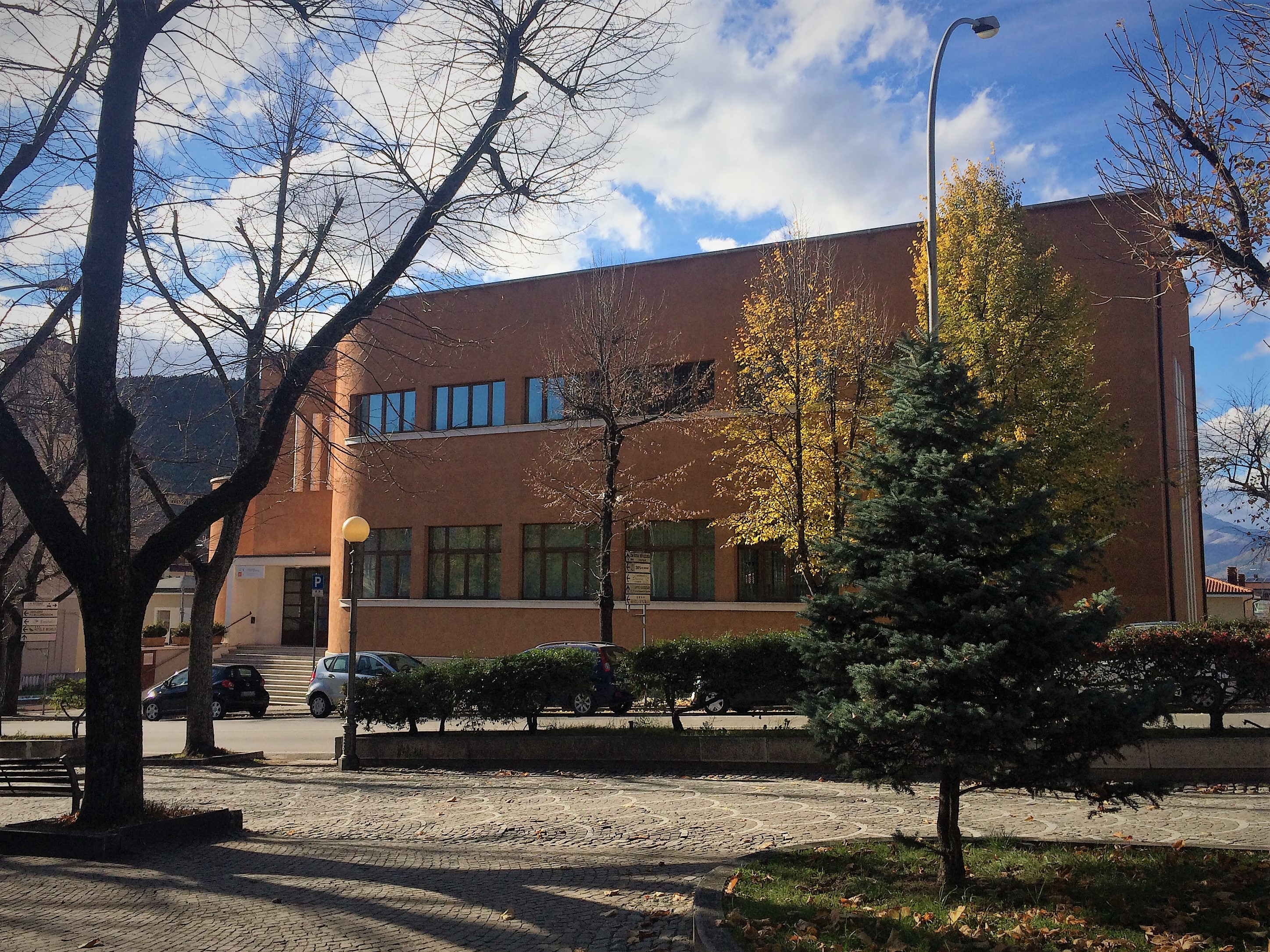
Casa della Giovane Italiana a L'Aquila

### Opere in Umbria e Abruzzo
Nel 1932 realizza, ad Orvieto, Accademia Fascista per l'Educazione Fisica delle Donne. Con quest'opera partecipò al concorso d'arte (disciplina architettura) dei Giochi della XI Olimpiade a Berlino nel 1936.
Nel 1934 progetta all'Aquila la Casa della Giovane Italiana in viale Crispi, poi realizzata nel 1936 ed attualmente sede (dopo i restauri successivi al terremoto dell'Aquila del 2009) del Gran Sasso Science Institute. Sempre nel capoluogo abruzzese, nel 1937 progetta la Casa del Combattente all'ingresso del centro storico, frontalmente alla Fontana luminosa, oggi sede della Fondazione Cassa di Risparmio della Provincia dell'Aquila restaurata dopo il sisma del 2009.

### Morte
Morì nel 1994 all'età di 92 anni. Ora riposa nella tomba di famiglia presso il cimitero di Cadoneghe.

## Opere
- I Papi. Sintesi storica e curiosità, Roma, Tip. Luciani, 1970.